# (1297) Quadea
(1297) Quadea ist ein Asteroid des Hauptgürtels, der am 7. Januar 1934 von dem deutschen Astronomen Karl Wilhelm Reinmuth an der Landessternwarte Heidelberg-Königstuhl der Universität Heidelberg entdeckt wurde.
Der Asteroid ist nach den Schwiegereltern des Bruders des Entdeckers, E. Reinmuth, benannt.